# Laboratoire de génie industriel, de production et de maintenance
 (avril 2022).
Le Laboratoire de génie industriel et de production mécanique (LGIPM) est officiellement créé en janvier 1996 par l'école nationale d'ingénieurs de Metz (ENIM) et l'université de Metz (aujourd'hui l'université de Lorraine). À la suite de son implantation à Metz en septembre 1997, une équipe des Arts et Métiers ParisTech (ENSAM) s'associe également au LGIPM en 1998.
Le LGIPM est organisé en trois équipes de recherche : l'équipe Systèmes de Production (SdP), l'équipe Ingénierie de fabrication (IFAB) et l'équipe Conception d'éléments de machines et actionneurs électromécaniques (CEMA). L'équipe SdP est associée à l'INRIA Nancy Grand Est depuis janvier 1998 à travers le projet MACSI (Modélisation, analyse et conduite des systèmes industriels), qui s'est terminé le 31 décembre 2006. L'équipe SdP continue son association à l'INRIA en 2007 par la reconnaissance de son projet COSTEAM (Conduite sûre et optimale de systèmes de production des biens et des services).
En 2009, le LGIPM est restructuré pour devenir le Laboratoire de génie industriel et de production de Metz. Sa thématique principale est le génie industriel et concerne les problèmes d’optimisation en maintenance, en gestion de la production et en conception des systèmes de production des biens et des services. Le LGIPM est organisé en trois équipes projets, à savoir l’équipe projet « Évaluation des performances et dimensionnement des systèmes », l’équipe projet « Commande sûre des systèmes » et l’équipe projet « Fiabilité et maintenance des systèmes ». Les équipes projets contribuent conjointement aux différents thèmes du projet scientifique du LGIPM qui concerne la conduite sûre et optimale des systèmes de production des biens et des services.